# Neptunia major
Neptunia major là một loài thực vật có hoa trong họ Đậu. Loài này được (Benth.) Windler miêu tả khoa học đầu tiên.